# 岩国・大竹道路
岩国・大竹道路（いわくに おおたけどうろ）は、広島県大竹市から山口県岩国市に至る国道2号のバイパス。岩国南バイパスと共に、地域高規格道路「岩国大竹道路」を構成する。

## 概要
岩国・大竹道路は起点側で広島岩国道路と、終点側で岩国南バイパスと連結する。

### 路線データ
- 路線名：一般国道2号
- 起点：広島県大竹市小方一丁目
- 終点：山口県岩国市山手町三丁目
- 延長：9.8 km
- 規格
  - 起点 - 室の木IC：第1種第3級
  - 室の木IC - 山手IC：第3種第1級
- 車線数：暫定2車線（完成4車線）
- 幅員（完成時）
  - 一般部：20.5 m - 第1種第3級部、19.0 m - 第3種第1級部
  - 橋梁部：2×9.0 m - 第1種第3級部、2×8.25 m - 第3種第1級部
  - トンネル部：2×8.5 m - 第1種第3級部、2×8.0 m - 第3種第1級部
- 設計速度：80 km/h
- 事業主体：国土交通省中国地方整備局広島国道事務所・山口河川国道事務所

## インターチェンジなど
- 起点 - 室の木ICが、自動車専用道路。
- 未開通区間の名称は仮称。
- 路線名の特記がないものは市道。

| 施設名                      | 接続路線名                | 大阪から (km) | 備考   | 所在地        |
| --------------------------- | ------------------------- | ------------- | ------ | ------------- |
| 国道2号                     |                           |               |        |               |
| 小方IC                      |                           | -             | 事業中 | 広島県 大竹市 |
| 大竹西IC                    | 山陽自動車道 広島岩国道路 | -             | 事業中 | 広島県 大竹市 |
| 室の木IC                    | 国道2号                   | -             | 事業中 | 山口県 岩国市 |
| 山手IC                      |                           | -             | 事業中 | 山口県 岩国市 |
| 国道188号（岩国南バイパス） |                           |               |        |               |

## 歴史
- 1994年（平成6年）12月16日 - 「岩国大竹道路」延長約15 kmが地域高規格道路計画路線に指定[1]。
- 1995年（平成7年）8月23日 - 「岩国大竹道路」のうち「岩国・大竹道路」区間延長約9 kmが調査区間に指定[1]。
- 1998年（平成10年）12月18日 - 「岩国大竹道路」のうち「岩国・大竹道路」区間延長10 kmが整備区間に指定[1]。
- 2000年（平成12年）8月31日 - 広島県区間 (4.7 km) 都市計画決定[2]。
- 2000年（平成12年）9月1日 - 山口県区間 (5.1 km) 都市計画決定[2]。
- 2001年度（平成13年） - 事業化[2]。
- 2003年度（平成15年） - 用地着手[2]。

## 路線状況

### 主要構造物
- 小方高架橋 - 約400 m
- 御園高架橋 - 約320 m
- 大竹トンネル - 約2840 m
- 小瀬川橋 - 約260 m
- 岩国トンネル - 約2920 m
- 室の木高架橋 - 約370 m
- 山手トンネル - 約560 m